# Sangihevisslare
Sangihevisslare (Coracornis sanghirensis) är en akut utrotningshotad fågel i familjen visslare. Den förekommer endast på en ö norr om Sulawesi i Indonesien.

## Utseende och läten
Sangihevisslaren är en medelstor (17 cm), trastlik färglös tätting. Ovansidan är olivbrun, på skuldror och nedre delen av ryggen mer kastanjebrun. Den kraftiga näbben är svart, liksom benen. Sangihebulbylen är större, mer olivgrön ovan samt gul på strupe och buk. Lätet beskrivs som ett mjukt och läspande "chweep... chweep".

## Utbredning och systematik
Fågeln förekommer enbart på Sangihe Island norr om Sulawesi. Länge behandlades den som en del av törntrastarna i Colluricincla, till och med som en underart till Colluricincla megarhyncha. Genetiska studier visar dock att den är systerart till arten rostryggig visslare (Coracornis raveni) och har därför flyttats till det släktet.

## Status
IUCN kategoriserar arten som akut hotad.